# پرده‌ی نئی
پرده‌ی نئی فیلم‌نامه‌ای فیلم‌نشده از بهرام بیضایی است از سالِ ۱۳۶۵.

## متن
این فیلم‌نامه به سالِ ۱۳۶۵ نوشته و نخستین بار سالِ ۱۳۷۱ به وسیلهٔ انتشاراتِ روشنگران منتشر شد.

## فیلمِ ناساخته
بیضایی این فیلم‌نامه را به افسانه بایگان داده، به امیدِ بازیِ او در فیلمی که بر اساسش بسازد.